# مارتي والش
مارتي والش (بالإنجليزية: Marty Walsh)‏ هو سياسي أمريكي، ولد في 10 أبريل 1967 في الولايات المتحدة. حزبياً، نشط في الحزب الديمقراطي. وقد انتخب عضو مجلس نواب ماساتشوستس.

## وصلات خارجية
- الموقع الرسمي